# Aleksander Saloni

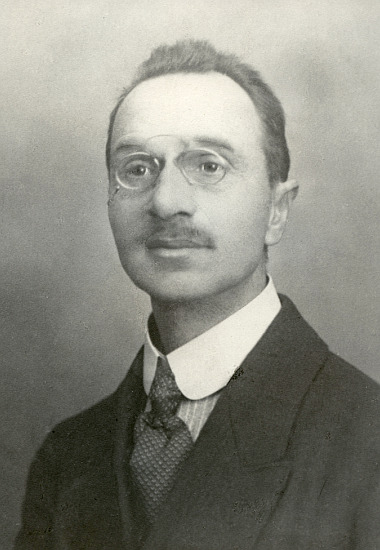
Aleksander Saloni

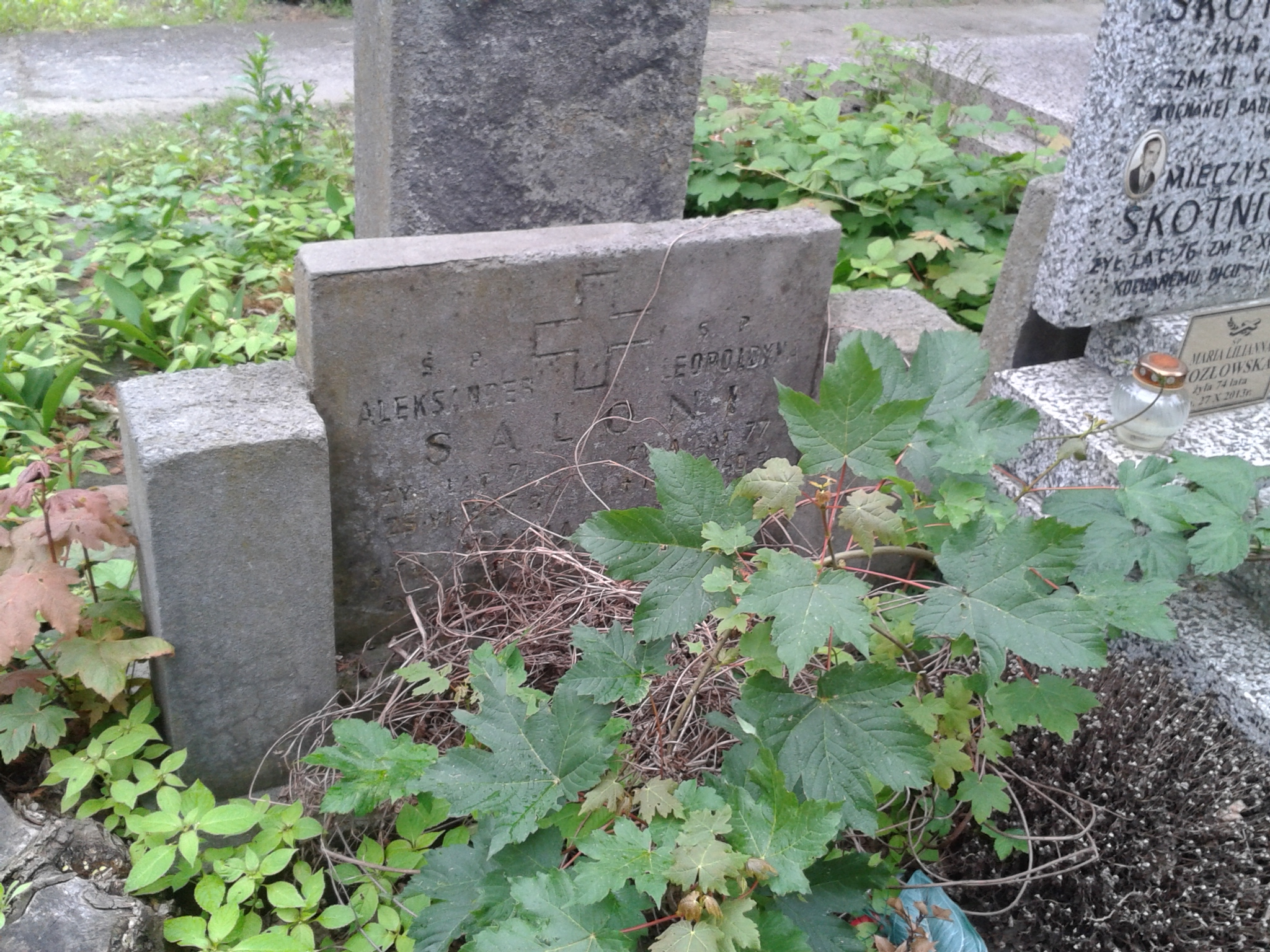
Grób Aleksandra Saloni

Aleksander Saloni (ur. 26 czerwca 1866 w Tyczynie, zm. 27 czerwca 1937 w Rabce-Zdroju) – polski nauczyciel, muzyk i folklorysta.
Ukończył w 1885 Seminarium Nauczycielskie Męskie w Rzeszowie. Pracował jako nauczyciel śpiewu i gry na skrzypcach w szkołach w Galicji, m.in. w Przeworsku, Rzeszowie, Delejowie koło Stanisławowa, we Lwowie. Od 1903 należał do Towarzystwa Szkoły Ludowej, był także członkiem zarządu głównego Towarzystwa Nauczycieli Szkół Wyższych. Od 27 marca 1909 był wiceprezesem Organizacji Narodowej w Stanisławowie. Członek Stronnictwa Demokratyczno-Narodowego. Był publicystą lwowskiego "Słowa Polskiego", współpracownikiem "Wisły" i "Materiałów Antropologiczno-Archeologicznych i Etnograficznych", w których opublikował w latach 1897-1913 materiały dotyczące kultury wiejskiej okolic Rzeszowa, Przeworska i Stanisławowa; do najważniejszych należą następujące prace: 
- Lud wiejski w okolicy Przeworska,
- Lud łańcucki,
- Lud rzeszowski,
- Zaściankowa szlachta polska w Delejowie.

Prace te zawierają prawie 250 wariantów bajkowych i wiele innych, starannie zapisanych materiałów folklorystycznych. 
Pochowany na cmentarzu Bródnowskim w Warszawie (kw. 83C-V).
Żonaty z Leopoldyną Kaspar, nauczycielką, miał pięcioro dzieci, jego synami byli:
- Juliusz Saloni (1891-1963), historyk literatury;
- Roman Saloni (1895-1986), pułkownik dyplomowany Wojska Polskiego.